# Duc de Padoue
Le titre de duc de Padoue et de l'Empire a été créé par Napoléon Ier le 19 mars 1808 au profit du général Jean-Thomas Arrighi de Casanova (1778-1853).

## Histoire
Le titre renvoie à la ville de Padoue, en Italie.
Le duc de Padoue fut élevé à la pairie pendant les Cent-Jours.

## Liste chronologique des ducs de Padoue
1. 1808-1853 : Jean-Thomas Arrighi de Casanova (1778-1853), 1er duc de Padoue.
2. 1853-1888 : Ernest Louis Henry Hyacinthe Arrighi de Casanova (1814-1888), 2e duc de Padoue, fils du précédent.